# Нурмуханов, Муслим
Муслим Нурмуханов (1927 год, село Забурунье — 1986 год) — старший чабан каракулеводческого совхоза «Забурунский» Махамбетского района Гурьевской области, Казахская ССР. Герой  Социалистического Труда (1976). Заслуженный работник сельского хозяйства Казахской ССР.
Родился в 1927 году в крестьянской семье в селе Забурунье (сегодня — Зинеден Исатайского района). С 1944 года трудился чабаном в колхозе имени III Интернационала (позднее — совхоз «Забурунский») Махамбетского района. В 1957 году назначен старшим чабаном.
В 1975 году бригада Муслима Нурмуханова перевыполнила план Девятой пятилетки по овцеводству и заняла одно из первых мест во Всесоюзном социалистическом соревновании. За выдающиеся успехи, достигнутые во Всесоюзном социалистическом соревновании и проявленную трудовую доблесть в выполнении заданий девятой пятилетки и принятых обязательств по увеличению производства и продажи государству продуктов земледелия и животноводства удостоен звания Героя Социалистического Труда указом Президиума Верховного Совета СССР от 10 марта 1976 года со вручением ордена Ленина и золотой медали «Серп и Молот».
Скончался в 1986 году.